# Eduardo Aunós
Eduardo Aunós Pérez (Lérida, 8 de septiembre de 1894-Lausana, 25 de septiembre de 1967) fue un político y abogado español. Militante de la Lliga Regionalista catalana, fue secretario de Francisco Cambó y diputado en Cortes en 1916 y 1921. Durante la dictadura de Primo de Rivera ejerció el cargo de ministro de Trabajo, Comercio e Industria. Exiliado en Francia durante la Segunda República, al estallar la guerra civil se unió a los sublevados. Ocupó diversos cargos políticos y diplomáticos durante la dictadura franquista, en la que ocupó la cartera de Justicia entre 1943 y 1945.

## Biografía
Nacido el 8 de septiembre de 1894 en Lérida, descendiente de políticos de origen aranés, cursó parte sus estudios de Derecho en la Universidad Agustiniana de El Escorial que terminaría en la Universidad Central de Madrid. En 1916 se doctoró con su tesis sobre El Renacimiento y problemas de derecho internacional que suscita.

### Carrera política
Se incorporó a la política de la mano de Francisco Cambó, su primer mentor, militando en la Lliga Regionalista catalana. Comenzó a colaborar en distintos diarios leridanos y a ejercer de abogado en Barcelona. Secretario de Francesc Cambó en el Ministerio de Fomento. Miembro de la Real Academia de Ciencias Morales y Políticas y presidente del Tribunal de Cuentas del Reino.
En las elecciones generales de 1918 resultó elegido diputado por el distrito electoral de Sort. Sin embargo, el 5 de abril de 1918 se aprobó un informe del Tribunal Supremo de España que proponía la nulidad de la elección y el castigo del distrito de Sort a quedar sin representación parlamentaria durante la legislatura. En las elecciones generales de 1920 fue elegido diputado por el distrito de Solsona. Reelegido en las elecciones de 1923, el 6 de junio de ese año se aprobó la nulidad de los comicios y la suspensión al distrito del derecho de representación hasta la convocatoria de nuevas cortes.
Fue propietario del diario El País, editado en Lérida.
Su labor parlamentaria quedó recogida en su libro Problemas de España (1921) donde perfila un pensamiento corporativo fundado en el interés por el gremialismo medieval, las influencias del regeneracionismo socioeconómico, la reivindicación de las corporaciones profesionales y los grupos de intereses catalanes. En 1923 abandona su participación en el catalanismo político tras el giro radical y la escisión tras la retirada de Cambó.  Aunós consideraba el abandono de la defensa de las “corporaciones más importantes de Cataluña”, en beneficio de un renacimiento romántico cultural convertido en “destructor de la realidad hispana” a través del artificio de la Nacionalitat catalana.

### Dictadura de Primo de Rivera

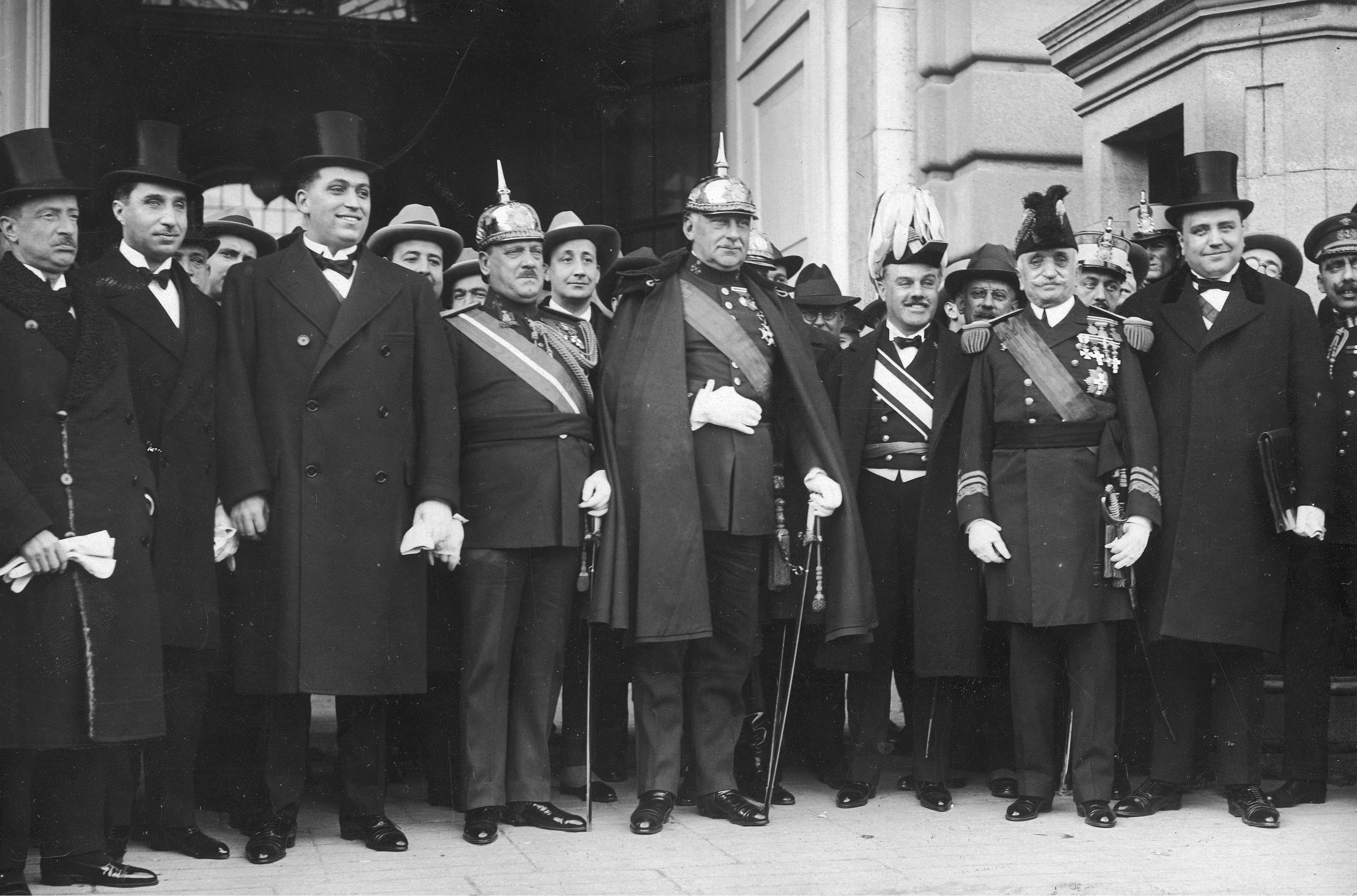
Los miembros del directorio civil de Primo de Rivera en diciembre de 1925. En primera fila, de izquierda a derecha, Eduardo Callejo (Instrucción Pública), José Yanguas (Estado), José Calvo Sotelo (Hacienda), Severiano Martínez Anido (Gobernación), Miguel Primo de Rivera (presidente), conde de Guadalhorce (Fomento), Honorio Cornejo (Marina) y Eduardo Aunós (Trabajo).

Ante la cuestión social defiende el papel reformista de los técnicos frente a la actitud de los profesionales de la política, asumiendo las primeras experiencias organizativas técnicas y paritarias en el mundo del trabajo. En Cataluña durante el llamado Trienio Bolchevique (1918-20) se produce el órdago terrorista y huelguista del sindicalismo revolucionario. Aunós considera necesario un gobierno fuerte capaz de asumir la reforma desde arriba, el poder excepcional de Primo de Rivera era el marco político autoritario de orden y jerarquía necesario.
Durante la dictadura de Primo de Rivera fue subsecretario del Ministerio de Trabajo, Comercio e Industria con el ministro Juan Flórez Posada, para posteriormente desempeñar la cartera ministerial entre 1924 y 1930. En 1924 emprendió el proyecto de una organización corporativa de ámbito nacional. Admirador del régimen fascista italiano trató de imitar su sistema corporativista con la creación de un Código de Trabajo, promulgado en virtud del decreto-ley de 23 de agosto de 1923 y la Organización Corporativa Nacional (1928). 
En 1929 fue presidente de la XIII Conferencia Internacional de Trabajo celebrada en Ginebra.

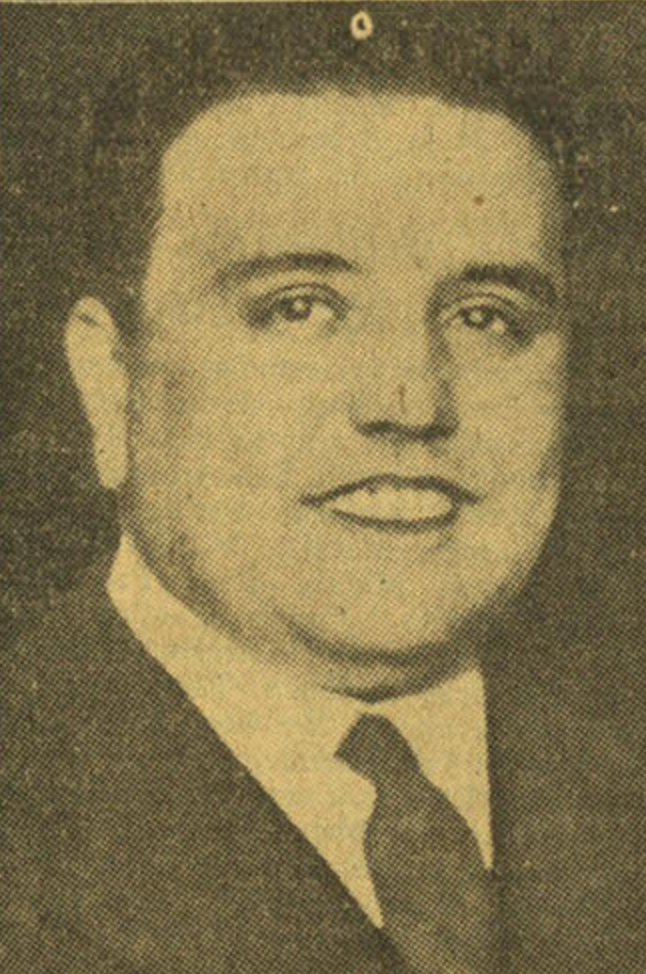
Eduardo Aunós hacia 1928

Otras disposiciones relacionadas con el derecho social y obrero promulgadas durante su ministerio fueron las siguientes:
- Estatuto de enseñanza profesional (Real Decreto de 31 de octubre de 1924).
- Ley de Casas baratas (10 de octubre de 1924).
- Casas económicas (1925).
- Escuelas sociales
- Institución del tesoro del emigrante y la acción tutelar del Estado sobre los españoles que emigran (1924)
- Retiro obrero.
- Consejo superior del Trabajo, Comercio e Industria, fiscalizador de la labor ministerial (Real Decreto de 29 de abril de 1924).

Como ministro propicia una transformación administrativo-institucional de la Política social española, concibiendo el propio Ministerio como empresa. El consejo de administración sería el Consejo Superior, formado por representantes “corporativos” como son asociaciones profesionales, sindicatos, cámaras de comercio, patronales. Este organismo tendría funciones asesoras, siendo coordinando con el Consejo de Economía nacional (CEN).
Tras la caída de Primo de Rivera, trató de formar un Partido Laborista a semejanza del Partido Fascista italiano, pero careció de apoyos. En 1929 fue nombrado presidente de la XIII Conferencia lnternacional del Trabajo, órgano superior de la OIT, reunida en Ginebra.
Después de la proclamación de la República en 1931, se exilió en París y colaboró con la revista Acción Española, incorporándose posteriormente a Renovación Española.

### Guerra civil y dictadura franquista
En 1937 ingresó en Falange Española de las JONS como jefe del partido en Francia y, tras la unificación con los tradicionalistas, fue nombrado consejero nacional de FET y de las JONS y miembro de la Junta Política de dicha organización. En marzo de 1939 gestiona un acuerdo comercial con Argentina y también un convenio de pagos con Italia. Su nombre aparece en la lista de los veintidós juristas que, designados por el Ministerio de Gobernación franquista, elaboraron el “dictamen sobre la ilegitimidad de los poderes actuantes el 18 de julio de 1936”, documento publicado el 21 de diciembre de 1938, que pretendía justificar la sublevación militar que provocó la guerra civil española.
Tras el final de la contienda, ejerció los cargos de embajador en Bélgica (1939-1940) y Argentina (1942-1943), y posteriormente fue nombrado ministro de Justicia, entre 1943 y 1945. También sería nombrado procurador en las Cortes franquistas para el período 1946-1949. Posteriormente volvería a ser designado procurador en cortes, desempeñando el cargo hasta su muerte. A mediados de 1943 Aunós elaboró su Proyecto de constitución para España donde definía al Estado nacional como una Monarquía social y corporativa. Su proyecto no llegó a cuajar debido a la excesiva corporativización de la Administración social propuesta.

"...Durante más de un siglo, distintos escritores políticos anunciaron la posibilidad de la “tecnificación de la política” nacional. El regeneracionismo fue el punto de partida para una generación de teóricos que situaron al Corporativismo como instrumento técnico para concluir el proceso de estatificación española, de manera complementaria o alternativa al modelo fundado en la representación partidista, ideológica y parlamentaria. Entre los partidarios de alternativa antiliberal, el jurista y burócrata catalán Eduardo Aunós lanzó un proyecto de Estado corporativo fundado en la organización jerárquica de las fuerzas productivas (capital y trabajo). Pero esta empresa, afectada por contaminación autoritaria del mismo concepto corporativo y el impacto del pensamiento tecnocrático, fue superada, progresivamente, tras el ocaso teórico del paradigma sociológico de referencia: el organicismo..."
Sergio Fernández Riquelme: Política, Autoridad y Trabajo. Eduardo Aunós y Estado corporativo en España.

Falleció el 25 de septiembre de 1967 en Lausana.

### Imputación en la causa contra el franquismo
Fue uno de los treinta y cinco altos cargos del franquismo imputados en el sumario instruido por Baltasar Garzón, por los delitos de detención ilegal y crímenes contra la humanidad cometidos durante la Guerra civil española y en los primeros años del régimen, y que no fue procesado al comprobarse su fallecimiento.

## Reconocimientos
- Gran Cruz de la Real Orden de Isabel la Católica (1929)[17]
- Gran Cruz de la Orden de Cisneros (1944)[18]
- Gran Cruz de la Orden de Carlos III (1945)[19]
- Cruz meritísima de la Orden de San Raimundo de Peñafort (1945)[20]
- Gran Cruz (con distintivo blanco) de la Orden del Mérito Militar (1961)[21]
- Gran Cruz de la Orden del Mérito Aeronáutico (1962)[22]
- Doctor honoris causa por la Universidad de Lovaina.

## Obras
| - Las orientaciones sociales del mundo actual (sin fecha) - Almas amorosas (1910). - El Renacimiento (1916). - Problemas de España (1921) - La organización corporativa en el aspecto funcional (1928) - La organización corporativa del trabajo (1928) - Las Corporaciones del Trabajo en el estado moderno (1928) - El Estado corporativo (1928) - La organización corporativa y su posible desenvolvimiento (1929) - Estudios de Derecho Corporativo (1930) - La Reforma corporativa del Estado (1935) - Justiniano el Grande (1939). - Itinerario histórico de la España contemporánea (1808-1936), (1940) - Discurso sobre las ciudades (1940) - Constantino el Grande, creador del Imperio (1940) - Itinerario histórico de la España Contemporánea (1808-1936) Barcelona, Bosch, 1940. - Calvo Sotelo y la política de su tiempo (1940) - Cartas político-literarias (1941) - Epistolario (1916-1941) - Historia de las ciudades (1942) - España en crisis (1874-1936), (1942) - Cómo se perdió América (1942) - Estampas de ciudades, Colección Austral, Espasa-Calpe, 1942. - Cartas al Príncipe (1942) - Viaje a la Argentina (1943) - Buenos aires (ayer, hoy y mañana) (1943) - Abolengo y prestigio de la función judicial, 1943 - La vida portentosa de Chateaubriand (1944) - Hombres y ciudades (1944) - Fides, amor, patria (1944) - El general Primo de Rivera (1944) - El arte de ser librero (1944) - Argentina. El Imperio del Sur 1944 - Biografía de París (1944). - La política social de la Dictadura (1944) - Reflexiones en voz alta (1944) - Siluetas y paisajes (1945) - Damas y poetas (1946) - La verdadera historia de la Dama de las Camelias (1946). | - Semblanza política del general Primo de Rivera (1947) - Las últimas evoluciones del Derecho: Derecho social y Derecho económico (1947) - La montaña de sal (1947) - El viento en Castilla (1947) - El proceso y el secretariado judicial (1947) - Viaje al París de hace cien años (1947). - Voces amigas (1948) - Biografía de Venecia (1948) - Calvo Sotelo y la Política de su tiempo (1949). - La gran aventura de la Pompadour (1949). - Chopin (1949). - Peregrino de Levante (1950) - Hacia una estructura social (1950) - Rememoración de Chopin (1950) - Grandes figuras del París romántico. Balzac. Nerval, (1950) - El ser y estar de todos los días (1950) - Revolución y tradición (1951) - Romanticismo y Política (1951). - El trabajo intelectual (1952) - Los viñadores de la última hora (1952) - Bimilenario de París (1952). - Discurso de la Vida (1952). - La tarde filtrada (1953) - Gerardo de Nerval (1953) - El embrujo de Madrid (1953) - Bizancio. Viaje a un mundo desaparecido 1953 - Gerardo de Nerval «el Desdichado» (1953). - El perro, ese amigo desconocido (1954) - El jardín de los muertos (1954). - Pour l'amour de Clélia (1955) - La vida romántica de Chopin (1955) - Guía de París para españoles (1955) - Proletariado y marxismo (1956) - Biografía de Buenos Aires (1956) - La gran aventura de la Pompadour (1956) - Revisión de conceptos sociales (1957) - Técnica y espiritualidad (1962) - Técnica, humanismo y espiritualidad (1964) - Política social de la dictadura y colaboración socialista (1964) |